# Siebenhardenbeliebung

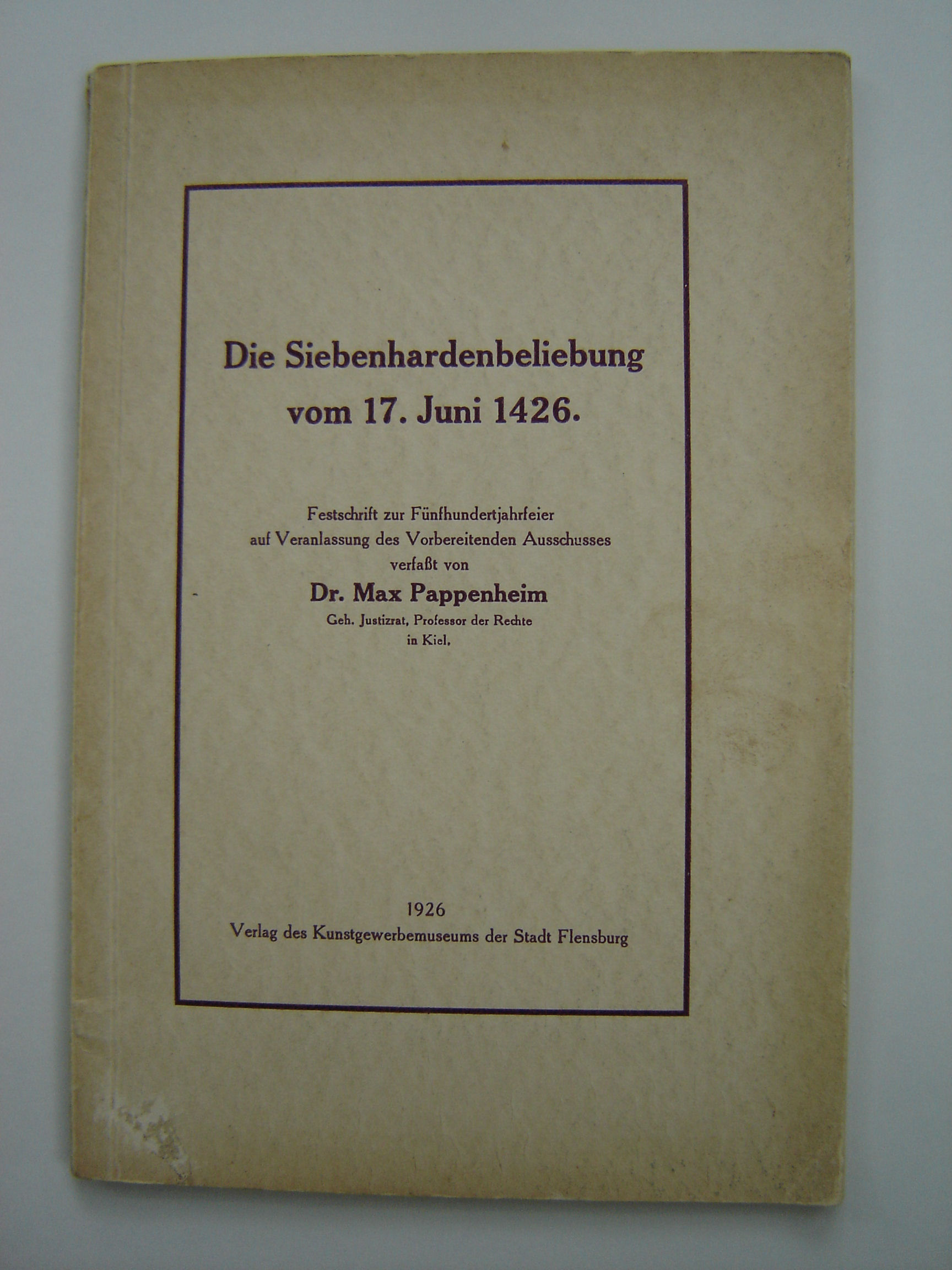
Broschüre der Veröffentlichung
von Max Pappenheim:
Die Siebenhardenbeliebung vom 17. Juni 1426. Gedruckt in Flensburg 1926.

Die Siebenhardenbeliebung vom 17. Juni 1426 ist die älteste Aufzeichnung des nordfriesischen Rechts. In ihr werden die Rechtsnormen in den von Nordfriesen besiedelten Harden der Uthlande im Herzogtum Schleswig (Sønderjylland) erstmals schriftlich festgehalten.

## Etymologie
Das Wort Beliebung ist eine Substantivierung des Verbes belieben, das im 16. Jhd. durch eine Präfixbildung aus dem Verb lieben entstanden ist. Belieben hat die Bedeutung von Gefallen finden, mögen.  Eine Beliebung ist somit eine Vereinbarung über Rechtsnormen, die in einem sozialen System – hier sind es die Harden – gemocht werden, also Gefallen finden. Weil die Harden nicht souverän waren, brauchten sie für den Rahmen einer Beliebung das Einverständnis des Herrschers. Gleichwohl ist ein Vergleich mit dem lateinischen ad libitum (abgekürzt ad lib.) möglich, das nach Gutdünken, nach Belieben bedeutet: In der Musik gibt ein Komponist mit der Notation ad lib. eine Anweisung, die dem Interpreten eine gestalterische Freiheit gewährt.
Der ursprünglichen Handschrift von 1426 fehlte jedoch eine Überschrift; die Bezeichnung Siebenhardenbeliebung erschien erstmals in dem Landrechtsentwurf der Fünfharden von 1558.

## Geschichte
In den zwei Jahrzehnten vor der Siebenhardenbeliebung stritten sich die Schauenburger Fürsten mit Dänemark um das Herzogtum Schleswig, nachdem Heinrich, der letzte Schleswiger Herzog, 1375 ohne Erben verstorben war. Während der Regentschaft der Herzogin Elisabeth, Witwe des Holsteiner Herzogs Gerhard VI. aus dem Schauenburger Fürstenhaus, für ihren minderjährigen Sohn brach 1408 ein Krieg mit dem dänischen Königshaus unter Margarethe I. und Erik VII. aus. Herzog Heinrich IV. übernahm 1413 die Herrschaft selbst und schloss 1417 einen Waffenstillstand, der jedoch 1423 wieder gebrochen wurde. Er und seine Brüder Adolf und Gerhard lagen weiterhin mit dem dänischen König Erik VII. im Erbfolgestreit um das Herzogtum Schleswig, den auch König Sigismunds Schiedsspruch vom 28. Juni 1424 letztlich nicht beenden konnte. Der spätere Kaiser hatte gegen die Erben Gerhards VI. entschieden und dem Herzogtum Schleswig den Status eines Erblehens abgesprochen. Damit widersprach er jedoch dem Papst, der zugunsten der Schauenburger entschieden hatte.

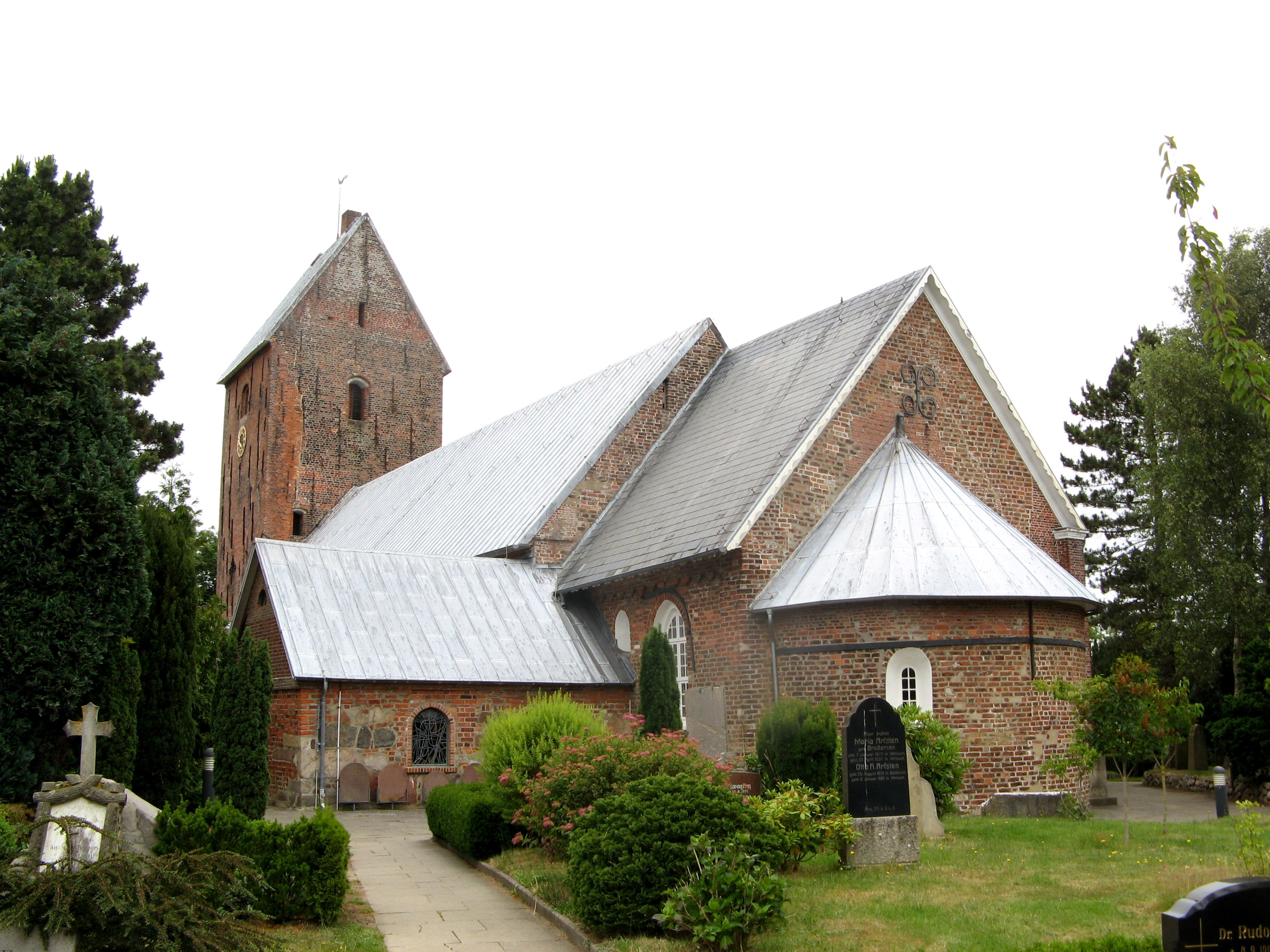
St. Nicolai auf Föhr, Tagungsort der Ratsmänner

In dieser politisch ungewissen Lage sahen die Nordfriesen ihre Eigenständigkeit bedroht. Erstmals traten sie geschlossen auf und versammelten sich in der Kirche St. Nicolai auf Föhr in Boldixum (heute ein Ortsteil von Wyk auf Föhr) am Montag, dem 17. Juni 1426, zwei Tage nach dem St. Vitustag. Die Siebenhardenbeliebung wurde als eine Rechtsaufzeichnung während der Herrschaftszeit des Heinrich IV. von Vertretern folgender sieben Harden beschlossen:
1. Pillwormingharde (Pellwormharde, Südwestteil der Insel Strand)
2. Belltringharde (Beltringharde, Nordostteil der Insel Strand)
3. Wrykesharde (Wiriksharde auf der Insel Strand, Gebiet um Hallig Langeneß)
4. Osterharde Föhr (Osterland Föhr)
5. Sildt (Sylt)
6. Horsbullharde (Horsbüllharde)
7. Bockingharde (Bökingharde).

Ohne Mitwirkungsrechte nahmen an der Versammlung Abgesandte aus der Lundenbergharde, dem Südostteil der Insel Strand, und der Edomsharde, dem Ostteil der Insel Strand, teil. Diese beiden Harden hatten dem Herzog bereits 1418 gehuldigt. Hieraus ergibt sich der Widerspruch zwischen der Bezeichnung Siebenhardenbeliebung und der Nennung von neun Harden. Einen besonderen Status hatten dabei Sylt und die Osterharde Föhr, weil sie erst nach dem Schiedsspruch König Sigismunds vom 28. Juni 1424 zu Herzog Heinrich IV. übergetreten waren, während Westerland Föhr dänisch geblieben war. Der hieraus fortdauernde Streit konnte erst 1435 im Frieden von Vordingborg geregelt werden. Sylt und die Osterharde Föhr gehörten allerdings nicht zum Verband der sieben Harden, die unter diesem Namen zusammengeschlossen waren. Zu diesem Verband zählten jedoch Lundenbergharde und Edomsharde. An den Beratungen nahm außerdem als Vertreter für Herzog Heinrich IV. der Flensburger Kaufmann und späterer Bürgermeister Magnus Hayessen teil.
Im Original einer Handschrift aus dem 17. Jahrhundert heißt es über die Zusammensetzung der Versammelten und deren Absichten wörtlich:
In dem jare na Gades geborth 1426 des mandages na sünte Vith, do weren tho hope gekamen in dem Osterharde tho Föhre in sünte Nicolaus karcken de söven harde, alse Pillwormingharde, Belltringharde, Wrykesharde, Osterharde Föhr, Sildt, Horsbullharde, Bockingharde; darmede weren by ettlicke frame lüde uth Edemsharde und Lundenborgingheharde; ock was dar jegenwardig Mangnes Haisen van unses gnedigen herren wegen hertogh Hinrich tho Schleßwig. Dar wurden dise vorbenömden eines, bewilligeden und beleveden, dat se by ehren olden landtrechte bliven wolden und nenerleye nie landtrechte annehmen, und hebben ein del eres olden rechtens utgedrucket, alse hierna geschreven steit in sondergen artikelen.